# 外交部《新情况》第153期事件
外交部《新情况》第153期事件，是中华人民共和国在文化大革命时期发生的一宗外交事件。

## 背景
1973年6月16日至25日，苏联领导人勃列日涅夫访问美国，6月22日在戴维营与美国总统尼克松签署了《关于防止核战争协定》、《关于进一步限制进攻性战略武器谈判的基本原则》。6月25日17时50分，周恩来总理在人民大会堂应约接见美国驻北京联络处主任戴维·布鲁斯，按照事先经毛泽东审批的要点说：“我们对美苏签订的核协定持怀疑态度。中国政府仍然坚持中美上海公报的立场。历史表明，签订这类条约是靠不住的，现在苏联领导人访美给人以两个大国主宰世界的印象。”“我们不怕孤立，首先我们不丧失立场，同时我们又是现实主义者。说许多空话，不如做一件实事。”第二天，毛泽东审阅周恩来与布鲁斯的谈话记录，说：“这下腰杆硬了，布鲁斯就舒服了。”

## 经过
周恩来就美苏元首峰会指示外交部长姬鹏飞：“这是件大事，值得注意，要好好研究。”姬鹏飞向美大司司长林平传达了周恩来的指示。林平与美大司一处（美国处）副处长张再、苏联东欧司一处（苏联处）副处长田增佩一同分析、研讨、形成基本认识，由张再执笔写成《对尼克松-勃列日涅夫会谈的初步看法》共3000余字，发表在6月25日出版的外交部新闻司的内刊《新情况》第153期。该文认为美苏元首会谈表现出的特点是“欺骗性更大”“美苏主宰世界的气氛更浓”。几天后有人把这篇文章推荐给毛泽东。毛泽东看后对文字提出尖锐批评。7月3日，周恩来要求外交部领导与美大司领导撤回该期《新情况》。7月4日，毛泽东约见张春桥等人，再次强烈批评《新情况》第153期文章对世界形势的看法，说：“外交部有一个什么《新情况》，先说大事不好，一说欺骗性更大。”“《新情况》第153期提出的美苏合作，欺骗世人，妄图主宰世界，与党中央历来的、至少几年来的意见不相联系。”“近来外交部有若干问题不大令人满意，我常吹大动荡、大分化、大改组，而外交部忽然来一个什么大欺骗、大主宰。在思想方法上是看表面，不看实质。”“你们年纪还不大，最好学点外文，免得上那些老爷的当，受他们的骗，以致上他们的贼船。”“凡是这类屁文件，我照例不看。XX的讲话也在内，因为不胜其看。”毛泽东告诫外交部：“结论是四句话：大事不讨论，小事天天送，此调不改正，势必搞修正。将来搞修正主义，别说我事先没讲。”
7月5日就毛泽东的批评召开了政治局会议。周恩来把外交部党的核心小组的检讨报告送毛泽东。毛泽东批示：“此种顽症，各处都有，非个别人所独有，宜研究改正方法。”7月12日，周恩来召集外交部负责人开会，当天又召集并主持政治局会议传达此事及毛泽东的批评。7月14日周恩来审阅修改由外交部起草的《<新情况>一五三号错误何在？》一文，周恩来增写了一段话：“（美苏）争夺是长期目的，是实质；勾结是表面现象，互相利用为自己利益服务；而且勾结是为了更大的争夺。”15日送毛泽东并送部分政治局核阅。根据毛泽东的要求，《<新情况>一五三号错误何在？》连同《新情况》第153期原件发涉外业务机关、加发各驻外机构、中直和各省自治区直辖市党政机关。
外交部很多人思想上都難以理解，“一篇文章即使觀點有錯誤，指出就是了，為什麼要這樣大張旗鼓地去批，何況這類觀點都是需要反復推敲並經實踐檢驗的”。

## 影响
1969年开始，毛泽东就开始利用美苏冷战争霸针尖对麦芒的局势，通过种种军事、外交手段，对美缓和，中美关系破冰，争取解除实施20余年的西方世界对华的外交不承认、经济技术围堵遏制的局面。并借着大势走向，搞出了“四三方案”，主要从西方国家大量引进先进的成套技术设备，实现中国工业装备的更新换代跟上世界技术潮流。因此，毛泽东认为当时的世界局势主要矛盾是美苏之间的尖锐敌我矛盾，美苏缓和、对话只是掩盖主要矛盾的表象，是“一个指头与九个指头的关系”。外交系统对此的基本看法恰恰相反，认为美苏联手欺骗、主宰、瓜分世界，这种看法是极为危险的，把握不住世界大局走势，将会把国家政策带入不测的境地。毛泽东一再强调对美缓和背景下的中美会谈的态度不能软弱、示弱。1973年11月17日毛泽东召集周恩来和外交部领导开会：“对美国要注意，搞斗争的时候容易左，搞联合的时候容易右。”苏联“野心很大，力量不够”。